# Mandovi
Der Mandovi (Aussprache auf Konkani [maːɳɖ(ɔ)wĩː], auch bekannt unter den Namen Mahadayi oder Mhadei) ist ein Fluss in den indischen Bundesstaaten Goa und Karnataka. Der Fluss ist 77 Kilometer lang, davon befinden sich 29 Kilometer in Karnataka und 52 Kilometer in Goa. Der Fluss entspringt gut 30 Quellen im Naturreseverat Bhimgad Wildlife Sanctuary im Distrikt Belagavi in Karnataka und mündet bei Panaji ins Arabische Meer.
Der Mandovi und der Zuari sind die beiden Hauptflüsse des Bundesstaates Goa. Nach dem Fluss ist auch eine Zugverbindung zwischen Mumbai und Margao, der Mandovi Express, benannt.

## Etymologie
Die Herkunft des Namens „Mandovi“ ist nicht klar. Laut Vasco Pinho stammt der Name des Flusses vom Wort „mandd“ (Zoll) ab und bezieht sich auf die Zolleintreibung am Fluss in der vorportugiesischen Zeit. So wird ein Zollposten auf Farsi „mandubi“ genannt. Aus diesem Grund gibt es zahlreiche Ort in Indien, die Mandovi oder ähnlich heißen.

## Verlauf
Der Fluss Mandovi entspringt gut 30 Quellen im Naturreseverat Bhimgad Wildlife Sanctuary im Distrikt Belagavi in Karnataka und quert die Bundesstaatsgrenze zwischen Goa und Karnataka bei den Bhimanabuguri-Felsen, südlich des Mhadei Wildlife Sanctuary. Dort befinden sich unter anderem auch die zwei großen Wasserfälle des Flusses, die Dudhsagar-Wasserfälle und Varapoha-Wasserfälle. Die Besiedelung entlang des Flusses ist gen Mündung zunehmend. Entlang des Flusses befinden sich unter anderem die Städte Amona, Khandola, Velha Goa und Chimbel. Kurz vor der Mündung des Flusses in das Arabische Meer münden der Fluss Maposa sowie der Cumbarjuem-Kanal in den Fluss. Der Cumbarjuem-Kanal verbindet den Mandovi mit dem anderen großen Fluss Goas, dem Zuari.
Ebenfalls in Mündungsnähe befinden sich die drei Inseln Divar, Chorao und Vashee (Vanxim).

## Bauten
Bei Panjim führt die Mandovi-Brücke über den Fluss und verbindet Panjim mit dem Ort Porvorim. Sie ist die größte Brücke zwischen den beiden Ufern des Flusses. Des Weiteren führen zwei Eisenbahnbrücken der Konkan-Bahn über die Insel Divar sowie eine Brücke zwischen Amona und Khandola.

## Nutzung

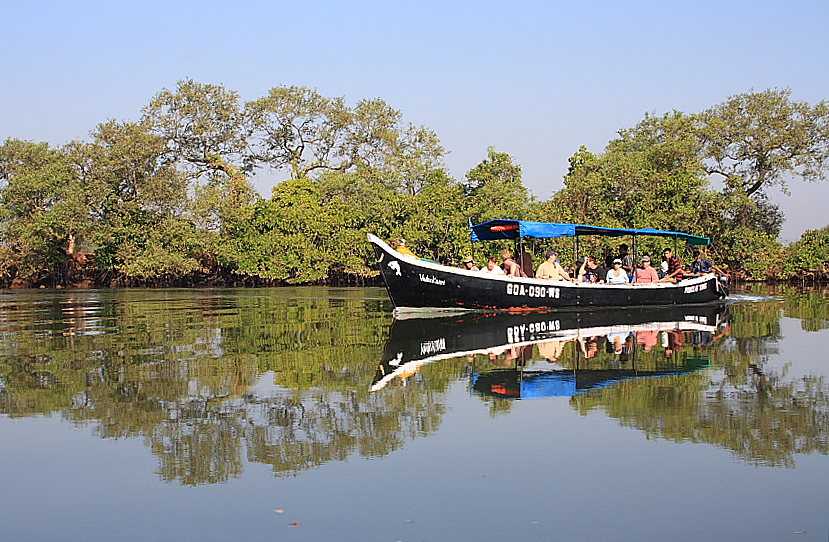
In Mündungsnähe befahren zahlreiche touristischen Boote den Fluss

Gemeinsam mit dem Zuari-Fluss gilt der Mandovi als das Rückgrat der Landwirtschaft Goas. Des Weiteren ermöglicht der Fluss den Abbau von Eisenerz in den Bergen Goas. Über den Cumbarjuem-Kanal ist der Mandovi mit dem Zuari-Fluss verbunden und bilden den wichtigsten Hafen von Goa in Margao.